# Hedychium glaucum
Hedychium glaucum là một loài thực vật có hoa trong họ Gừng. Loài này được Roscoe mô tả khoa học đầu tiên năm 1824.